# 인위우견니
《인위우견니》(因为遇见你)는 2017년 방송되었던 중국의 드라마이다.

## 소개
- 전통 자수를 둘러싼 이야기를 그린 드라마

## 등장 인물
- 손의 - 장과과 역
- 덩룬 - 이운개 역
- 오우 (吴优) - 장우흔 역
- 대초 (代超) - 이운철 역
- 류민타오 - 송수화 역
- 이지남 (Kelvin Lee) - 육사침 역
- 반의군 (潘仪君) - 서훼첩 역
- 곽홍 (郭虹) - 왕애옥 역
- 오경 (吳竞) - 동려군 역
- 뤄강 (罗刚) - 금지명 역
- 이호한 (李昊翰) - 금지달 역
- 왕정문 (王亭文) - 악동 역